# Гари (Палехский район)
Га́ри — деревня в Палехском районе Ивановской области. Входит в Пеньковское сельское поселение.

## География
Находится в северо-восточной части Палехского района, в 19,1 км к северо-востоку от Палеха (29,7 км по дорогам).

## Население
| 1859 | 1905 | 2010 |
| ---- | ---- | ---- |
| 71   | ↗100 | ↘1   |